# Албрехт III фон Рехберг
Албрехт III фон Рехберг (на немски: Albrecht III. von Rechberg; † 24 март 1408) от благородническия швабски род Рехберг, е от 1351 г. господар на Хоенрехберг (при Швебиш Гмюнд), Щауфенек в Баден-Вюртемберг и от 1390 г. на замък Фалкенщайн при Герщетен.

## Произход и управление
Той е първият син на Конрад IV фон Рехберг († 1351) и първата му съпруга Луция фон Айхайм, дъщеря наследничка на Бертхолд фон Айхайм.
Албрехт III управлява от 1351 г. заедно с по-малкия си брат Гебхард I фон Рехберг († 1395/1397), който е женен за Маргарета фон Хоенцолерн-Хехинген († 1433), дъщеря на граф Фридрих фон Хоенцолерн-Страсбург. След смъртта на брат му той управлява сам.
През 1390 г. Албрехт III купува замък Фалкенщайн при Герщетен от Фридрих фон Тек-Овен.

## Фамилия
Първи брак: с Анна, дъщеря на граф Фридрих фон Хоенцолерн-Страсбург († сл. 9 март 1365) и графиня Маргарета фон Хоенберг-Вилдберг. Тя е сестра на съпругата на брат му Гебхард I. Те нямат деца.
Втори брак: с шенка Барбара фон Ербах († 1408), дъщеря на Хайнрих I фон Ербах († 1387) и Анна фон Ербах-Ербах († 1375). Те имат две деца:
- Файт I фон Рехберг († 1416), женен пр. 25 март 1390 г. за Ирмела фон Тек (1370/1375 - 1422), дъщеря на херцог Фридрих III фон Тек († 1390) и Анна фон Хелфенщайн († 1392), наследничка на Фалкенщайн
- Маргарета фон Рехберг, омъжена 1416 г. за Фридрих фон Фрайберг († сл. 1426)